# Tarifvertrag Gesundheitsfachberufe
Der Tarifvertrag (TV) Gesundheitsfachberufe ist ein Tarifvertrag mit Gültigkeit am Berliner Universitätsklinikum Charité, der inzwischen auch an anderen Kliniken übernommen wurde. Mit dem Vertrag soll eine „realistisch erreichbare und nachhaltige Entlastung der Mitarbeitenden“ erreicht, personalbindende Faktoren gestaltet und eine generelle Verbesserung der Qualität erreicht werden. Er wird daher auch als „Tarifvertrag Entlastung“ (TV-E) bezeichnet, wie sein Arbeitstitel während des Streiks lautete und unter dem er vielfach bekannt ist. (Diese Abkürzung gilt auch für den zeitgleich entstandenen und teils abweichend geregelten TV Pro Personal der Berliner Vivantes GmbH, den städtischen Krankenhäusern.)
Der TV Gesundheitsfachberufe gilt als gelungenes Beispiel, wie ein Ausgleich zwischen den Interessen der Beschäftigten und der Arbeitgeber gefunden werden kann, wenn Personal nicht ausreichend zur Verfügung steht. Die Grundidee kommt dabei auch für andere systemrelevante Berufe mit Personalengpässen (z. B. Lehrkräfte) in Betracht.

## Personalbemessung und CHEPs
Der Vertrag unterscheidet die Stationen der Klinik in ihrem Personalbedarf und nimmt eine erste Klassifikation mittels bettenführend / nicht bettenführend vor. Gemeint sind einerseits Stationen und auf der anderen Seite Bereiche wie der operative Bereich, die Anästhesie oder Ambulanzen.
Um eine Entlastung der Beschäftigen herbeizuführen, soll zunächst nach § 3 die Belastung erfasst werden. Dazu werden tagesaktuell und schichtgenau die Besetzungszahlen einer Station (oder eines Bereiches) erfasst. Demgegenüber wird um 12 Uhr, um 18 Uhr und um 24 Uhr die Auslastung der Stationen und der geführten Betten erfasst.
Indem Schichtbesetzung und Bettenauslastung gegenübergestellt werden, wird ein IST-Quotient von Pflegepersonen pro mit einem Patienten belegten Bett errechnet. Dieser Quotient wird wiederum abgeglichen mit im Tarifvertrag festgehaltenen SOLL-Besetzungen. Wird der vorgeschriebene Quotient unterschritten, so erhält die von der Unterschreitung betroffene Pflegeperson eine „belastete Schicht“.
Ein Aspekt der "belasteten Schicht" ist die Dokumentation und Anzeige der Überlastung des Arbeitnehmers und der möglichen Gefährdungen des Patienten gegenüber dem Arbeitgeber. Es zeigte sich im Verlauf, dass der Arbeitgeber darauf organisatorisch und personell reagierte und Verbesserungen anstrebt.
Fünf belastete Schichten wiederum generieren einen „Charité-Entlastungspunkt“ (CHEP). Es existiert zudem ein umfangreicher Katalog an weiteren Sachverhalten, die CHEPs anteilig oder sogar direkt generieren. Dazu gehören beispielsweise eine überschrittene Leasing-Quote oder Konfrontationen mit Gewaltsituationen.
Die eigentlich intendierte Entlastung soll anhand von beschäftigungsfreien Ausgleichsschichten erreicht werden. Dabei kann ein CHEP in einen zusätzlichen Urlaubstag umgewandelt werden. Weiterhin können CHEPs in einem Sabbatical- oder einem Altersteilzeitkonto angelegt werden. Auch eine finanzielle Möglichkeit besteht, indem der CHEP ausbezahlt wird, als Erholungsbeihilfe oder Kinderbetreuungszuschuss behandelt wird.
Dieses System gilt wie beschrieben nicht nur für die Pflege, sondern lässt sich analog auch auf die anderen Gesundheitsfachberufe, die vom TV-E erfasst werden, übertragen.

## Weiterführende Entlastungsregeln
Während die CHEPs den Kern des TV-E bilden, enthält dieser darüber hinausgehende Vereinbarungen, um mittel- und langfristig ein gesünderes Arbeitsklima zu schaffen.
Die "nicht bettenführenden" sogenannten Funktionsbereiche Operationsbereich, Anästhesie sind in Paragraph 4 mit einer Formel geregelt., Ambulanzen, Herzkatheter, Radiologie, Entbindungsräume und ähnliches ohne eigens zugeordnete Patienten sind in Sonderregelungen oder mangels Reglung pauschal in Paragraf 5 geregelt und in Anhängen spezifiziert. Die angewendeten Verfahren haben die Beschäftigten entwickelt, sie funktionieren unterschiedlich gut, weil das Entgegenkommen des Arbeitgebers unterschiedlich ausfällt.
So werden beispielsweise im § 13 das spezielle Training von Führungskräften beim Konzipieren eines Dienstplans oder ein Konzept zur Vermeidung von Gewaltsituationen besprochen. Zudem soll eine Kommission „Entlastung“ einberufen werden, die im § 14 detailliert beschrieben wird. Darüber hinaus enthält der TV-E Bestimmungen hinsichtlich Personalgewinnung und -bindung.

## Politische Relevanz
Durch den Tarifvertrag kann gegenüber dem Management die Belastungssituation von Pflegepersonen sichtbar gemacht werden. Auch die Konsequenz eines Freizeitausgleichs wird als arbeitsrechtliche Errungenschaft betrachtet. Der TV-E hat inzwischen eine Leuchtturmfunktion für andere deutsche Kliniken übernommen, die die Regelungen entweder bereits übernommen haben oder an denen die Beschäftigten dafür eintreten. Da das gemeinsame Interesse von Arbeitgebern und Beschäftigen in guter Arbeit besteht, werden die Regelungen des TV-E nach aktuellem Erkenntnisstand nicht missbräuchlich genutzt. Dies liegt vor allem am Ziel, die Anzahl der belasteten Schichten zu reduzieren (bestenfalls gegen null) und am Geist des Vertrages, dass alle gemeinsam daran arbeiten.
Da die Tarifverträge in erster Linie keine Lohnforderungen enthalten, werden sie von den Beschäftigten vielfach als politischer Streik, der sonst in Deutschland verboten ist, und Bewegung verstanden. Der Tarifvertrag Gesundheitsfachberufe zeigt, dass eine tarifrechtlich bindende Veränderung des Beschäftigungsverhältnisses auch durch die Einflussnahme von bisher unterrepräsentierten Pflegenden erreicht werden kann.

## Verhandlungsverlauf
Der erste Tarifvertrag zur Entlastung wurde 2015 an der Charité erstreikt. Dazu war zunächst ein Grundsatz-Gerichtsverfahren erforderlich, in dem festgestellt wurde, dass rein arbeitsorganisatorische Regelungen nicht unter die tarifliche Friedenspflicht fallen. Das deutsche Arbeitsrecht legt im Tarifrecht seit den 1950er-Jahren hohe Hürden an. Durch die neue Grundsatzentscheidung wurde es erstmals möglich, während eines bestehenden Tarifvertrags (TV-öD) dennoch für bessere Arbeitsbedingungen zu streiken (da keine finanziellen Forderungen im Raum standen). Im Zuge dessen wurde vor dem Arbeitsgericht auch die Tariffähigkeit einer Regelung zur Personalbemessung erstritten.
Tarifpolitisch standen drei Punkte im Mittelpunkt:
1. Es sollte ein Verhältnis von Personal zu Patient festgelegt werden (Ratio, Quote),
2. Es sollte transparent gemacht werden, dass erkannt werden kann, ob eine belastete Schicht in der konkreten Schicht vorliegt und  Bemessungen eingehalten werden können,
3. Für den Fall des Nichteinhaltens sollte ein Sanktionsregime verankert werden, das für die Kollegen eine Kompensation ist. Und das Unternehmen finanziell in die Verpflichtung nimmt.

Aufgrund des in Deutschland etablierten DRG-Systems war bereits vor Start der Verhandlungen klar, dass dieses Finanzierungssystem Grenzen möglicher tarifvertraglicher Regelungen ziehen wird. Wegen größerer Möglichkeiten gegenüber kleineren Kliniken wurde die Charité ausgewählt.
In der Tarifeinigung von 2015 konnte eine Personalbemessung eingeführt werden, allerdings noch ohne Quote (Ratio). Der Tarifvertrag führte zu einem Personalzuwachs. Im Tarifvertrag von 2015 gab es jedoch noch keine Sanktionsmöglichkeiten bei Nichteinhaltung der Besetzungsregel da die Charité drohte, die Verhandlungen abzubrechen. Es gab eine Gesundheitskommission (bestehend aus den Tarifparteien), die bei missachteter und unterlaufener Bemessung einberufen wurde, deren Vorschläge aber nicht zwingend umgesetzt werden mussten und auch nicht wurden. In der Folge blieben die Belastungen des Personals hoch. Es kam in den Folgejahren bis 2018 zu weiteren Abschlüssen anderer Kliniken, die aber nicht über diese Regelungen hinausgingen. Nach Auslaufen des Vertrages wurde dieser durch die Gewerkschaften nicht verlängert, da die Besetzungsregeln nicht eingehalten wurden und keine Handhabe dazu bestand. Im Ergebnis wurde das Konzept überarbeitet, das im TV Gesundheitsfachberufe mündete (siehe Abschnitt Personalbemessung).

## Vertragsentwicklung vor dem Hintergrund einer Pflegebewegung
Im Jahr 2018 kündigte der damalige Gesundheitsminister Jens Spahn an, dass ein Großteil der Pflege („Pflege am Bett“) aus dem DRG-System herausgelöst wird. Unter diesem Eindruck erkämpften die Beschäftigten der Unikliniken Essen und Düsseldorf den ersten Tarifvertrag mit einer vorgeschriebenen Personalbesetzungsquote. In diesem Streik wurde die Schließung von Betten und Stationen vorangetrieben.
Weitere Voraussetzung für den Erfolg war eine weitergehende Einbindung der Politik durch das Adressieren vor Wahlen. Das Organizing wurde eingebunden. Teamdelegiertenstrukturen wurden aufgebaut, die ihr Fachwissen in die Tarifkommission und Verhandlungen einbrachten („Experten in eigener Sache“). Die Stellvertreterrolle der Gewerkschaft wurde angesprochen, aus dem gewerkschaftlichen „wir“ wurde ein aktivierendes „ihr“: Die Beschäftigten („ihr“) müssten sich organisieren, um erfolgreich zu sein. Es ging darum, aktiv zu werden und die eigenen Arbeitsbedingungen zu gestalten. Stärketests wurden durchgeführt mittels Petitionen und anderer Aktionen. Die Gesellschaft wurde angesprochen und Kooperationen gesucht.
In dieser Ausgestaltung führte ein Streik in Jena zum ersten vollständigen Erfolg der Pflegebewegung. Es folgten weitere Unikliniken. Die Klinikleitungen schämten sich zunächst dafür, sich Regelungen vom und zum Personal abgerungen zu haben und hofften, es bleibe eine kurze Episode. Nach dem Erfolg der Regelungen begannen sie jedoch, mit den Tarifverträgen nach außen zu werben. Vorläufiger Abschluss sind die Unikliniken in Nordrhein-Westfalen nach einem elfwöchigen Streik. Der letzte große erfolgreiche Streik in Nordrhein-Westfalen an allen Unikliniken führte zur beschleunigten Einführung des Pflegepersonalbedarfsbemessungsinstrument (PPR 2.0).

## Bezugnahme
Arbeitsrechtlich wird vielfach Bezug genommen auf diese Tarifbewegung. Nachdem die Friedenspflicht während der Gültigkeit der Lohntarife nicht band, kam das Arbeitsgericht bei Personalbemessung des Kitapersonals 2024 zum Ergebnis, eine Friedenspflicht binde doch. Die Begründung macht tarifliche Regelungen noch kleinteiliger.
Es zeigt sich, dass die gesetzliche Pfege-Personal-Regelung 2.0 nur für Pflegepersonal nicht ausreichend für gute Pflegequalität ist und Pflegehilfepersonal aus Kostengründen und finanziellen Engpässen entlassen wird, wie im Oktober 2024 74 Krankenpflegehilfskräfte aus dem Jüdischen Krankenhaus in Berlin. Der Grund könnte im GKV-Stabilisierungsgesetz und der damit verbundenen Einschränkung des Pflegebudgets liegen. Die Gewerkschaft protestiert dagegen.

## Ein Krankenhaus -- eine Belegschaft
In der Überzeugung, dass ein Krankenhaus von allen Beschäftigten zum Funktionieren gebracht wird, streikten die Charitébeschäftigten mit Vivantes und den Vivantes Töchtern (Wirtschafts- und Versorgungsbetriebe und weitere, die jedoch ausgegründet und unterhalb TVöD behandelt werden.) Das eigene Charité Facility Management (CFM) war in der Friedenspflicht. 
Die Auffassung der Gemeinsamkeit aller Beschäftigten führte im medizinischen Bereich zu Regelungen für vormals gewerkschaftlich nicht organisierte und ungeregelte Bereiche.
Im vorherigen Tarifvertrag unbefriedigend Geregeltes konnte abschließend geregelt werden.
"Bettenführende" und somit refinanzierte Bereiche erhielten fast alle eine Ratio (Pflegepersonal -Patientverhältnis) in Paragraf 2 des Tarifvertrags. Das war ein Erfolg für die Normalstationen ("somatische Stationen" im TV), da vorher nur Intensivstationen eine ausgesprochene Ratio hatten, die Stationen Pauschalregelungen. Refinanzierung gilt seit 2015 und wurde 2017 im Pflegestärkungsgesetz III erweitert. Service- und Krankenpflegehelfermitarbeiter und andere werden deshalb von Tarifvertrag mitumfasst (Zum Beispiel belegt in Anlage 2 zum Tarifvertrag). Im Intensivbereich werden Atmungstherapeuten mitgeregelt.
Die wirtschaftlich nicht refinanzierten Bereiche mussten eigene Regelungen bekommen und die Krankenhausleitung überzeugen, das in der anders gelagerten Finanzierung über DRGs zu berücksichtigen. Das wurde in Paragraf 4 über "nicht-bettenführende" Bereiche mit einer Formel mit Quotient von Arbeitszeit und Betriebszeit je einer "normierten" Schicht berücksichtigt. Dort gehen dokumentierte OPzeiten und Vor- und Nachbereitungszeit ein.
- Funktionsbereiche in
- Anästhesie und
- Operationsbereich (OP, hier neben Krankenschwestern OTAs, Operationstechnische Angestellte, die keine "Pflege" sind.)

Weiter regelt Paragraf 4 explizit:
- Aufwachraum
- Notaufnahmen und
- Entbindungsräume
- Radiologie (wo medizinisch technisch Angestellte und kein Pflegepersonal arbeitet)

Aus verschiedenen Gründen mussten in Paragraf 5 Sonderregelungen getroffen werden für:
- Pflege in psychiatrischen Kliniken (dort gibt es eine gesetzliche Bemessung, die PPP-RL, die zu 100 % in Kraft tritt.)
- Ambulanzen (dort auch Service und medizinisch Fachangestellte (MFAs))
- Neonatonogie (wendet bis zur Regelung die Qualitätssicherungsrichtlinie Früh- und Reifgeborene an (QFL-RL))
- Herzkatheter und
- Dialyse, die Mitarbeiter bekommen eine Arbeitsgruppe zur Ermittlung einer Regelung
- Endoskopie und
- Therapeuten (Physiotherapie, Ergotherapie, Masseure etc.) ebenso für Bemessungsreglungen bis Ende 2022.

Paragraf 9 regelt die Belastungsermittlung, 7 die Ausbildung und 15 die Kosten.
Anästhesie fällt beispielsweise nicht unter die „Pflege am Bett“-Refinanzierung und wird bei Finanzierungszwängen von der Geschäftsführung bevorzugt belastet.

## Fortführung
Im Dezember 2024 sind einige Regelungen Gegenstand der Verhandlung zur Verlängerung des Tarifvertrags für 18 Monate ab 2025.
Anfang 2025 liegt die Verlängerung unterschriftsreif vor, ist aber Stand April 2025 noch nicht unterschrieben.